# Ясинський Марцелій Антонович
Марцелій Антонович Яси́нський (пол. Marceli Jasiński; псевдонім Йосиф Дорошенко; нар. 1837 — пом. грудень 1867, Київ) — український і польський композитор, диригент, музичний критик.

## Біографія
Народився у 1837 році. Навчався у Київському університеті, у 1857—1859 роках у Празькій консерваторії. У 1850-х—1860-х роках керував симфонічними концертами, виступав як хоровий диригент. З 1865 року кандидат, потім член дирекції Російського музичного товариства, кореспондент газети «Київський телеграф».
Помер в Києві у грудні 1867 року.

## Твори
- Балети «Пан Твардовський», «Тінь», «Сомнамбула»;
- «Думка» — для скрипки і фортепіано, фортепіанні п'єси (думки, шумки, козаки, польки, мазурки), солоспіви.